# Бяла мечка
Бялата мечка (Ursus maritimus), наричана още полярна мечка, е бозайник, който обитава само северните арктични крайбрежия и острови на Евразия и Северна Америка. В Антарктида не се среща. Тя е най-големият сухоземен хищник.

## Разпространение
Обитава Северния пояс, но също и замръзналите брегове на Сибир, Норвегия, Гренландия, Канада и САЩ.

## Физическо описание
Бялата мечка, която вероятно произлиза от сибирската кафява мечка, идеално се е приспособила към живота в Арктика. Бялата, жълтеникавата или по-точно прозрачната ѝ козина позволява да се слее със снежната среда. Дебелият ѝ подкожен слой мазнина (от 5 до 10 сантиметра) я пази както от околния студ, така и от ледените води, в които лови риба. Мощната ѝ мускулатура я прави отличен ловец на тюлени, които убива с един удар на лапата.
Най-едрите мъжки индивиди достигат тегло над 900 кг (рекорд – 1002 кг). Въпреки тези размери, бялата мечка е много повратлива и е еднакво опасна както на леда, така и във водата. Главата и шията ѝ са удължени, а силно развитите кучешки зъби издават хищния ѝ характер. Козината е прозрачна на цвят, но когато е осветена от слънцето изглежда бяла (с по-дълги, груби и по-къси, гъсти, меки косми), подплатена с дебел пласт подкожна мазнина. Цветът на кожата ѝ е черен.

### Сетива
Бялата мечка има много изострено обоняние. Тя може да усети миризмата на мърша (например от кит) от разстояние над 30 км. Надушва също и дупката на тюлена, която е скрита на повече от метър под снежната или ледената покривка.

## Размножаване
Размножителният период при белите мечки настъпва през пролетта, като най-активният им месец е април. Тогава мъжките изминават огромни разстояния в преследване на женските.
След бременност от 250 дни, женската ражда в периода ноември-януари в снежната бърлога 1 – 3 мечета, които кърми 1 година. Малките се раждат голи, глухи и слепи и тежат между 450 и 900 грама. След като дадат живот на първите малки, обикновено белите мечки раждат веднъж на три години.

## Начин на живот

### Хранене
Белите мечки са главно месоядни животни, нуждата им от храна е огромна, особено с приближаването на арктическата зима. Хранят се с риба, тюлени, патици, северни елени и мърша, като обикновено изяжда не месото, а подкожната тлъстина, кожата и вътрешностите.
Белите мечки дебнат плячката си. Новородените тюлени са основна плячка за тях. Майките скриват малките си на метри под леда, за да ги предпазят, но дори и така мечките надушват тюленчетата със свръхсилното си обоняние, със силата на теглото си чупят леда и пъхат муцуните си в дупките. Въпреки това, хищниците не хващат винаги плячката си, защото понякога тюленчетата успяват да се гмурнат бързо под водата.

### Активност
Бялата мечка е активна денонощно, а мъжкият – и целогодишно.
През октомври и ноември мечките изкопават бърлога в снега или под земята в тундрата, чийто отвор обикновено е на южен склон и северните ветрове го затрупват със сняг. През зимата в бърлогата на бялата мечка е по-топло, отколкото навън: температурата е около нулата. Въпреки че всяка мечка си прави леговище, само женските прекарват по-дълго време в него, изпадайки в зимен сън.
Може да тича със скорост около 40 км/час, а средната скорост, с която се движи, е 3 – 6,5 км/час. Умее да плува отлично и се гмурка (с отворени очи) продължително в ледовитата вода, далеч от брега. ....

### Придвижване по леда
Когато се спуска по наклонени местности, бялата мечка понякога се плъзга по корем с разтворени задни крайници. Когато тича по леда, ясно се вижда, че бялата мечка е с криви крайници, а пръстите на лапите и са обърнати леко навътре. По този начин животните с голяма телесна маса пазят равновесие, когато се движат.

## Природозащитен статут
Като малочислен вид бялата мечка е поставена под закрила.
По данни на Световния фонд за дивата природа в света има между 22 000 и 31 000 бели мечки. 

## Галерия
- Малко бяло мече
- Упоена бяла мечка
- Полярни мечки